# Pedaria dentata
Pedaria dentata är en skalbaggsart som beskrevs av Achille Raffray 1877. Pedaria dentata ingår i släktet Pedaria och familjen bladhorningar. Inga underarter finns listade i Catalogue of Life.